# 沃季
沃季（阿拉伯语：‎）是沙特阿拉伯的城鎮，位於該國西北部紅海沿岸，由塔布克省負責管轄，距離杜巴約160公里，主要經濟活動是漁業，該鎮有機場設施。